# Орли
За парижкото летище със същото име вижте Орли.
Орлите (Aquila) са род едри дневни грабливи птици от семейство Ястребови (Accipitridae).

## Разпространение
Среща се в Европа, Азия, Африка, Южна Америка, Австралия и Северна Америка. На територията на България се срещат следните 5 вида:
- Aquila chrysaetos – Скален орел
- Aquila clanga – Голям креслив орел
- Aquila heliaca – Кръстат (Царски) орел
- Aquila nipalensis – Степен орел
- Aquila pomarina – Малък креслив орел

## Начин на живот и хранене
Хищни птици, хранят се с различни дребни, средни и големи животни, като бозайници, птици, влечуги, земноводни, риба, безгръбначни и дори мърша. Много от видовете в рода са прелетни.

## Размножаване
Моногамни птици. Снасят малко на брой яйца, обикновено от 1 до 3. Мъти само женската или и двамата родители. Младите птици се задържат заедно с родителите обикновено до края на сезона.

## Допълнителни сведения
На територията на България всички видове в рода са защитени от закона. От най-дълбока древност различните видове орли са използвани като ловни птици.

## Списък на видовете
Род Орли
- Aquila adalberti -
- Aquila audax – Австралийски клиноопашат орел
- Aquila chrysaetos – Скален орел
- Aquila clanga – Голям креслив орел
- Aquila gurneyi
- Aquila heliaca – Кръстат (Царски) орел
- Aquila nipalensis – Степен орел
- Aquila pomarina – Малък креслив орел
- Aquila rapax – Сив степен орел
- Aquila verreauxii
- Aquila vindhiana
- Aquila wahlbergi
- Aquila fasciata